# Власов, Иван Иванович
Иван Иванович Власов (1900 — 1966) — учёный в области электрификации железных дорог, доктор технических наук, профессор. За годы работы во Всесоюзном научно-исследовательском институте железнодорожного транспорта (ВНИИЖТ) в качестве руководителя лаборатории контактной сети внес большой вклад в развитие теории и совершенствования конструкций контактной сети. Участник строительства первых электрифицированных участков железных дорог в стране. Им написаны труды по конструированию и монтажу контактной сети, токосъему. Он является автором 60 научных работ, учебников, в том числе для вузов.